# Pjetër Bogdani
Pjetër Bogdani, noto in Italia con il nome di Pietro Bogdano (Gur i Hasit, 1630 – Pristina, 6 dicembre 1689), è stato un arcivescovo cattolico e scrittore albanese.
È considerato il più famoso scrittore degli albori della letteratura albanese.
Autore del Cuneus Prophetarum (Il Libro dei Profeti) del 1685, che fu la prima opera in prosa scritta in prima battuta in lingua albanese (e non quindi tradotta da altre lingue).

## Biografia
Nacque nel 1630 a Gur i Hasit nei pressi di Kukës (Albania) ed ebbe una formazione con una forte impronta di tipo cattolico; lo zio (Andrea o Ndre Bogdani) era arcivescovo di Skopje e autore di una grammatica latino-albanese andata però perduta.
Si ipotizza che Bogdani trascorse la prima fase della sua formazione presso i francescani di Ciprovac, nella parte nord-occidentale della Bulgaria, ed in seguito studiò presso il Collegio Illirico di Loreto, Ancona, dove fu preceduto da Pjetër Budi e Frang Bardhi, anch'essi scrittori albanesi.
Dal 1651 al 1654 fu prete presso la diocesi di Pult, e dal 1654 al 1656 studiò presso il Collegio Pontificio di Propaganda Fide a Roma dove completò gli studi in teologia e filosofia.
Nel 1656 divenne vescovo di Scutari, ruolo che rivestì per 21 anni; fu amministratore dell'arcidiocesi di Antivari fino al 1671. Durante gli anni più intensi del conflitto tra Turchia e Austria (1664-1669) si rifugiò nei villaggi di Barbullush e Rjoll nei pressi di Scutari. Una grotta vicino a Rjoll, nella quale soggiornò porta ancora il suo nome. Nel 1677 successe allo zio come arcivescovo di Skopje e amministratore del regno di Serbia.
Il suo zelo religioso e il fervore patriottico lo portarono ad entrare in contrasto con le forze Turche e fu costretto a rifugiarsi a Ragusa (Dubrovnik); da lì proseguì verso Venezia e Padova portando con sé i suoi manoscritti. A Padova fu accolto dal cardinale Gregorio Barbarigo (1622-1697), alle cui dipendenze Bogdani aveva servito a Roma.
Il cardinale Barbarigo, vescovo di Padova, era responsabile degli affari della Chiesa a oriente, (compresa quindi l'Albania), e fondatore di una stamperia a Padova, la Tipografia del Seminario, utilizzata per le stampe in lingue orientali, ebraico, arabo e armeno.
Dopo aver disposto la pubblicazione del Cuneus Prophetarum, Bogdani tornò nei Balcani nel marzo 1686 dove trascorse gli anni successivi promuovendo la resistenza contro l'Impero ottomano, soprattutto in Kosovo. Con un'armata composta da 6.000 soldati albanesi appoggiò le armate austriache arrivate a Pristina nella liberazione di Prizren. Qui le armate incontrarono un nemico altrettanto temibile, la peste. Bogdani rientrò a Pristina ma morì di peste nel dicembre del 1689.
Nel 1698 il nipote Gjergj riferì che i resti dello zio furono riesumati dai soldati turchi e tartari e buttati in pasto ai cani nella piazza di Pristina. Questa fu l'ingloriosa fine di una delle figure più importanti della cultura antica dell'Albania, lo scrittore spesso considerato il padre della prosa albanese.

## Curiosità

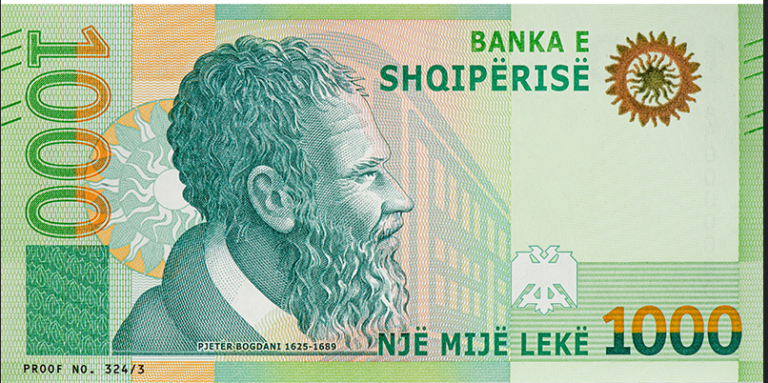
Banconota da 1000 lek albanesi

La sua effigie è presente sulla banconota da 1000 nell'attuale valuta albanese, il lek albanese.

## Fonti
- (EN) David Cheney, Pjetër Bogdani, su Catholic-Hierarchy.org.
- Bogdano, Pietro, in Treccani.it – Enciclopedie on line, Roma, Istituto dell'Enciclopedia Italiana. URL consultato il 17 maggio 2014.
- Pietro Bogdano, Giuseppe Valentini e Martin Camaj, Cuneus prophetarum, 1977.